# 伊蒂雷杜
伊蒂雷杜（義大利語：Ittireddu），是意大利萨萨里省的一个市镇。总面积23.86平方公里，人口574人，人口密度24.1人/平方公里（2009年）。ISTAT代码为090032。